# بوكا جونيورز
بوكا جونيورز الرياضي (بالإسبانية: Club Atlético Boca Juniors) هو أحد أندية كرة القدم أرجنتينية، يقع مقره في مدينة بوينس آيرس. تأسس الفريق في 3 أبريل 1905. ملعبه بومبونيرا (بمعنى صندوق الشوكولاتة) الذي يسع إلى 000‘49 متفرج يقع على شارع 805 براندسين في حي لا بوكا، بوينس آيرس.
يحتل نادي بوكا جونيورز المركز الثالث في ترتيب الرقم القياسي العالمي لعدد البطولات القارية، متعادلاً مع ميلان الإيطالي حيث يأتي في المركز الأول ريال مدريد الإسباني ويليه الأهلي المصري، حيث استطاع الفوز بـ18 بطولة مختلفة، من بينها ست بطولات كأس ليبرتادوريس، و ثلاث بطولات كأس إنتركونتيننتال. وفاز الفريق بالدوري الأرجنتيني 35 مرة. للفريق مرتبة ثابتة من ضمن أفضل 30 فريق في العالم، التصنيف العالمي للأندية المسؤولة عنه الاتحاد الدولي لتاريخ وإحصاءات كرة القدم (IFFHS).
يلعب الفريق في الدوري الأرجنتيني الدرجة الأولى (للرجال والسيدات)، كما يشارك في رياضات أخرى مثل كرة السلة، والكرة الطائرة، وسباق السيارات، وكرة القدم داخل الصالات، والجودو، والكاراتيه، والتايكوندو، ورفع الأثقال.

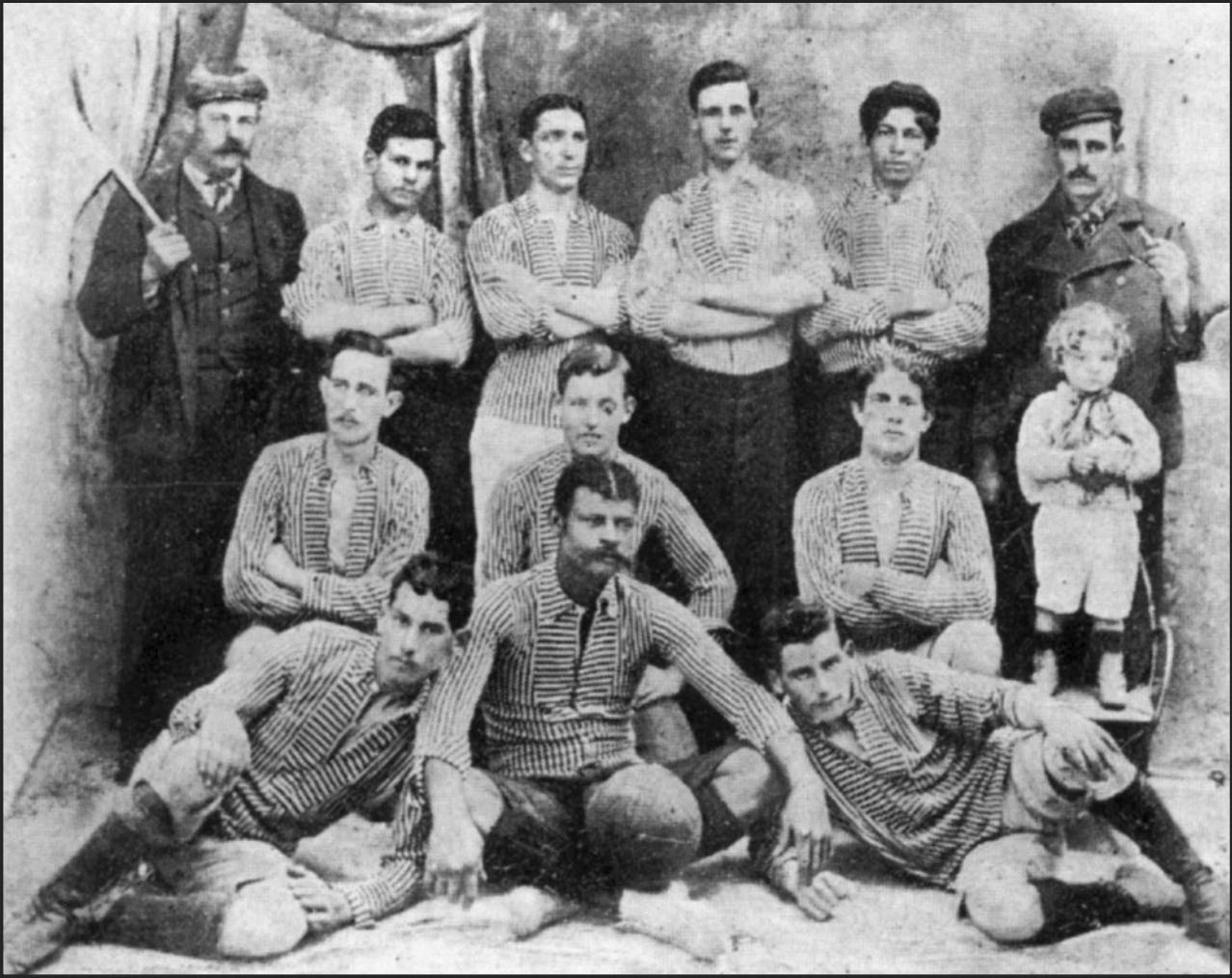
1906

## تاريخ الفريق
في 3 أبريل عام 1905 اجتمع خمسة مهاجرين إيطاليين في لا بوكا ببوينس آريس، وقاموا بتأسيس النادي. كانت ألوان الفريق تتضمن اللون الوردي. في عام 1907 نافس الفريق نادياً آخر لتحديد الفريق الذي يستخدم هذا اللون، ولكن بوكا جونيورز لم يستطيعوا الفوز. قررت بوكا جونيورز أن تجعل ألوانها بعد ذلك مثل ألوان علم دولة أول سفينة تصل إلى ميناء لا بوكا. كانت أول السفن قادمة من السويد، فاتخذ النادي ألوانه من علم السويد وهي الأزرق والذهبي. استطاع بوكا جونيورز الوصول إلى دوري الدرجة الأولى المحلي في عام 1913.

## افضل الانجازات

### بطولات داخليه
- الدوري الأرجنتيني للمحترفين (34 مرة) : 1919, 1920, 1923, 1924, 1926, 1930, 1931 , 1934 , 1935, 1940, 1943, 1944, 1954, 1962, 1964 , 1965 , 1969 , 1970 , 1976 , 1976 , 1981 , 1992 , 1998 , 1999 , 2000 , 2003 , 2005 , 2006 , 2008 , 2011 , 2015, 2017 , 2018 , 2020 [1][1][2]
- كأس الأرجنتين (3): 1969 , 2012 , 2015
- كأس السوبر الأرجنتيني (1): 2018

### بطولات خارجيه
- كوبا ليبرتادوريس (6) : 1977, 1978, 2000, 2001, 2003, 2007
- كأس الإنتركونتيننتال (3) : 1977, 2000, 2003
- كوبا سود أمريكانا (2) : 2004, 2005
- ريكوبا سود أمريكانا (4) : 1990, 2005, 2006, 2008

## شعارات الفريق

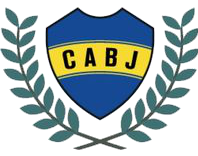
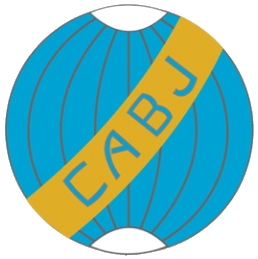
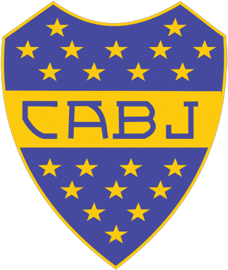
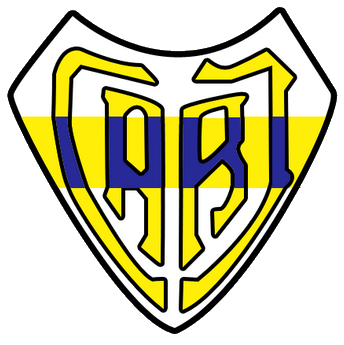
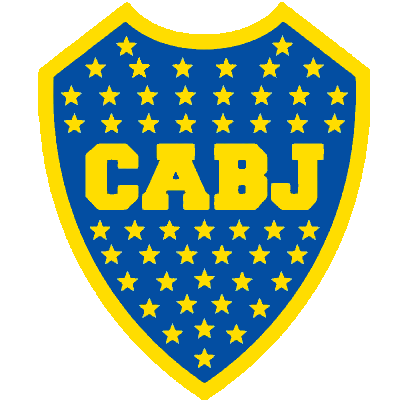
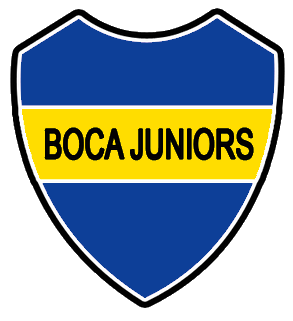

## وصلات خارجية
- الموقع الرسمي